# نقص الأروماتاز
نقص الأروماتاز (بالانجليزية:Aromatase deficiency)، هو حالة ناتجة عن عدم كفاية إنتاج إنزيم الأروماتاز، والتي يمكن أن تؤدي إلى تذكير غير مناسب في الأجنة الإناث، وتأخر سن البلوغ، فضلا عن تذكير غير مناسب في الأم أثناء الحمل.

## علامات وأعراض
يسبب نقص الأروماتاز تذكير في الأجنة الإناث، على الرغم من أنها ستمتلك أعضاء تناسلية داخلية أنثوية طبيعية، ولكن غالبًا ما تنتج ضخامة البظر؛ نتيجة لمستوى الأندروجين المرتفع في الرحم، جنبًا إلى جنب مع الأعضاء التناسلية الغامضة أثناء الولادة.
قد يكون التستوستيرون طبيعيًا أو مرتفعًا.
وفي وقت لاحق، عادة ما يؤدي نقص الإستروجين إلى انقطاع الحيض الأولي، وطول القامة. يحدث طول القامة الأكثر من المتوقع؛ لأن هرمون الاستروجين عادة ما يسبب التحام لوحات النمو المشاشي في العظام، وفي غيابه؛ فإن الفتاة سوف تستمر في النمو لفترة أطول.
وتكون الغونادوتروبينات: الهرمون المنشط للجسم الأصفر، والهرمون المنشط للحوصلة -على حد سواء- مرتفعة في مريضات متلازمة تكيس المبايض.
وعلاوة على ذلك، فإن المستوى المنخفض للإستروجين سيعرّض مصابي هذه الحالة إلى هشاشة العظام.

### فيالحمل
يؤثر نقص الأروماتاز في الطفل على الأم أيضًا أثناء الحمل. كالإصابة بحب الشباب الكيسي، الشعرانية، تعميق الصوت، وضخامة البظر. ويكون زيادة التستوستيرون الجائل هو المسبب لذلك. وتُحل أعراض الأم بعد أن تلد.

## السبب
أثناء الحمل، تنتج المشيمة كميات كبيرة من الإستروجين، يمكن أن ترتفع مستويات هرمون الإستروجين في الأم 100 ضعف أعلى من المستويات العادية الجائلة في الدم.
وفي نقص أروماتاز الجنين، تنتج المشيمة المركبات الوسطية أثناء التخليق الحيوي للإستروجين، والأندروستينديون، والتستوستيرون. ولكن لا يمكن تحويلهم لنهاية الطريق نتيجة لغياب الأروماتاز.
هذه المركبات -والتي هي الأندروجينات- تتراكم لاحقًا في مستويات مرتفعة، وتجول في الدم؛ فتزيد من ذكورة كلًا من الجنين، والأم على حدٍ سواء. سوف تعاني الأم من حب الشباب الكيسي، الشعرانية، تعميق الصوت، وضخامة البظر، والذي سوف ينعكس جزئيًا بعد الولادة.
سوف يولد الجنين -لو فتاة- بأعضاء تناسلية خارجية شديدة الذكورة، بما في ذلك الالتحام الشفري الصفني، وفالوس متضخم إلى حد كبير.
من الممكن أن يولد الجنين الذكر بأعضاء تناسلية طبيعية.
وفي البلوغ -نتيجة لنقص الأروماتاز- لن يتم تصنيع الإستروجين بواسطة المبايض، ولن يحدث البلوغ الطبيعي المشتمل على نمو الثدي، وبدء الحيض. بدلًا من ذلك، سترتفع الأندروجينات مرة أخرى أعلى من مستواها الطبيعي؛ والذي قد يسبب تذكير إضافي مثل: حب الشباب، الشعرانية، وتضخم إضافي للبظر، ما لم يتم المعالجة بواسطة هرمون الإستروجين.